# Okoljski tokovi
Okoljski tokovi so tokovi, ki opisujejo količino, čas in kakovost vodnih tokov, potrebnih za ohranjanje sladkovodnih in rečnih ekosistemov za človeško preživetje in dobro počutje, ki so odvisni od teh ekosistemov. Primer pomembne reke je indijska reka Ganges, ki ima kulturni in duhovni pomen. Z izvajanjem okoljskih tokov, si upravljavci vodnih tokov prizadevajo za dosego režima rečnega toka, ali vzorec, ki zagotavlja človekovo uporabo in vzdržuje bistvene procese, ki zagotavljajo varno uporabo rečnih vodnih tokov. Za okoljski tok, ni nujno potrebna obnova naravnega toka, nedotaknjen pretok vzorcev, ki bi nastala z odsotnostjo človekovega razvoja, uporabe in zlorabe, ampak so namenjene za proizvodnjo širšega nabora vrednosti in koristi iz rek, kot iz upravljanja osredotočena izključno na vodno energijo, rekreacija, ali pa za nadzorovanjem poplav. Reke so del integriranih sistemov, ki vključujejo poplavna območja in obrežne koridorje. Skupaj ti sistemi zagotavljajo veliko zbirko koristi. Vendar, pa se rečni svet vse bolj spreminja z izgradnjo jezov in preusmeritvijo toka  . Več kot polovica velikih svetovnih rek je zajezenih, znesek zajezitve pa se še naprej povečuje. Skoraj 1.000 jezov, ki se načrtujejo in postopno gradijo v Južni Ameriki in 50 novih jezov, ki so načrtovani na Kitajskem Yangtze River sam. Jezovi in druge rečne strukture spreminjajo vzorec toka reke in posledično vplivajo na kakovost vode, temperatura, in pa omejujejo gibanje rib in ostalih živali,vplivajo pa tudi na preživetje ljudi, ki so odvisni od čistoče rek.

## Razvoj okoljskih pretočnih konceptov in priznavanja;
Od preloma 20. stoletja do leta 1960, je upravljanje voda v razvitih narodih v veliki meri osredotočeno na optimalno zaščito pred poplavami, oskrbo z vodo in vodno energijo. Med 1970, je ekološki in gospodarski učinek teh projektov spodbudilo znanstvenike, da poiščejo načine za spreminjanje operacije za ohranjanje nekaterih vrst rib. Začetni poudarek je bil na določaju minimalnega toka, ki je potreben za ohranjanje posameznih vrst, kot so postrvi, v reki. Okoljski tokovi, ki so se razvili v ta pojem "minimalnih tokov" in, pozneje, "večinskih tokov", pri katerih je bila poudarjena potreba, da se ohranijo vodne poti za ohranitev živalskih vrst. Do leta 1990 so se znanstveniki začeli zavedati, da so biološki in družbeni sistemi, podprti z reke so preveč zapletene, da bi jih bilo mogoče povzeti z eno samo zahtevo o minimalnem pretoku. Od leta 1990 se je obnovitev in vzdrževanje bolj celovitih okoljskih tokov pridobilo vse večje podpore, saj ima zmožnost, znanstvenikov in inženirjev, ki so določili te tokove, da se ohrani celoten spekter rečnih vrst, procesov in storitev. Poleg tega izvajanja se je razvila iz jezu ponovna operacija za integracijo vseh vidikov upravljanja voda,, vključno podtalnice in površinskih voda, diverzije in vrnitev tokov, kot tudi rabe zemljišč in upravljanja voda. Znanost za podporo regionalnemu obsega okoljski pretok določanje in upravljanje, ki je prav tako napredno. V svetovni raziskavi vode, izvedenih v letu 2003 je merilnik za dojemanje okoljskega toka 88%, 272 anketirancev se strinja, da gre za koncept je ključnega pomena za trajnostno upravljanje vodnih virov in uresničevanju dolgoročnih potreb ljudi. V letu 2007, je bila v Brisbane sprejeta Izjava o Okoljskih Tokov in podprta s strani več kot 750 zdravnikov iz več kot 50 držav. izjava je napovedala uradno obljubo, da delujejo skupaj za varovanje in obnovo svetovnih rek in jezer. Do leta 2010 se je v mnogih državah po vsem svetu je sprejela okoljska politika pretoka, čeprav je njihovo izvajanje, še vedno izziv.

## Pretok ureditev in sestavni deli;
Pretočni režim vpliva na kakovost vode, energije ciklov, biotske interakcije, in habitatov v rekah. Mogoče je opisati spremembo pretočnega režima v smislu petih članic ali okoljske komponente toka, ki podpira posebne ekološke funkcije. Zdravje in celovitost rečnih sistemov je na koncu odvisna od teh komponent, ki lahko razlikujejo tudi vpliv ekstremno nizkih tokov, ki nastanejo v času suše. Ekstremno nizki tokovi, ki so povezani z zmanjšanim povezovanjem in omejeno vrsto migracij. V obdobju naravnih ekstremno nizkih tokov, avtohtone vrste, ki so po navadi eksotične vrste, ki niso prilagojene za zelo nizke tokove. Vzdrževanje ekstremno nizkih tokov po njihovih naravnih ravneh, lahko poveča razširjenost in preživetje avtohtonih vrst, izboljšanje habitatov v času suše, in povečanje vegetacije. Vzdrževanje ustreznega habitata nizkih tokov, temperature, raztopljenega kisika, in kemije za vodne organizme, pitne vode za kopenske živali; in talne vlage za rastline. Stabilni nizki tokovi podpirajo hranjenje in drstenje,dejavnosti rib, ki ponujajo rekreacijske in ekološke prednosti. Visoke tokove, na splošno povzročajo nižja temperatura vode in povečan raztopljeni kisik. Ti dogodki tudi preprečuje rastlinstvo pred napadom rečnih kanalov ki bi lahko odprale rastlinje, ki zagotavljajo velike količine sedimenta in organskih snovi v nadaljnji postopek. Visoke tokove, in gramoz tudi ribiči označujejo za avtohtono in rekreacijsko drstenje rib in zatiranje tujih populacij rib, alg, in jezov bobrov. Manjše poplave se pojavljajo vsaki dve do deset let. Te poplave omogočajo prehod živalstva iz rečnega na poplavno na območje, mokrišč in drugih habitatov, zagotavlja vire za veliko vrst. Manjše poplave so tudi pomoč pri procesu razmnoževanja za avtohtone obrežne rastline kar pa lahko zmanjša gostoto ne-avtohtonih vrst.Te poplave pa so povezane s povečanjem domačih habitatov vodnih ptic, sklenjeni s pašo živine, gojenjem riža, in ribiško proizvodnjo,vse to je povezano z majhnimi poplavami. Velike poplave, ki pa potekajo redko pa lahko spremenijo tok reke, v obliki novega habitata,povzročajo pa tudi premikanje velike količine sedimenta in rastlinske snovi. Velike poplave tudi razpršijo rastlinstvo, semena in zagotavlja sadik z daljšo dostopnostjo do talne vlage. Pomembno je, da so velike poplave povezane z zasipanjem poplavnih območij, ki zagotavljajo varno, toplo, s hranili bogato vzrejališče za mladice rib. 

## Primeri bitk za ohranjanje čistih rečnih tokov in pa živalskih raznovrstnosti;
Ena bitka, ki trenutno poteka za obnovitev okolja tokov je Trajnostni rečni projekt, sodelovanje med Varstvom Narave (TNC) in U.S. Army Corps of Engineers (USACE), ki je največji lastnik vodnih virov v Združenih državah Amerike. Od leta 2002, TNC in USACE so delali za opredelitev in izvajanje okoljskih tokov za spremembe poslovanja uporabe jezov na 8 rekah v preko čez 12 članici. 

## Metode,orodja in modeli;
Več kot 200 metod, ki se uporabljajo po vsem svetu za predpisovanje toka reke je potrebnih za ohranjanje zdravih rek. Vendar pa je zelo malo teh, ki so celovite in celostne, za sezonske in med-letne pretočne spremembe je potrebno, da podpira celotno paleto storitev ekosistemov, da je zagotovljen rečni zdravstveni standard.